# Truppendienstgericht Nord

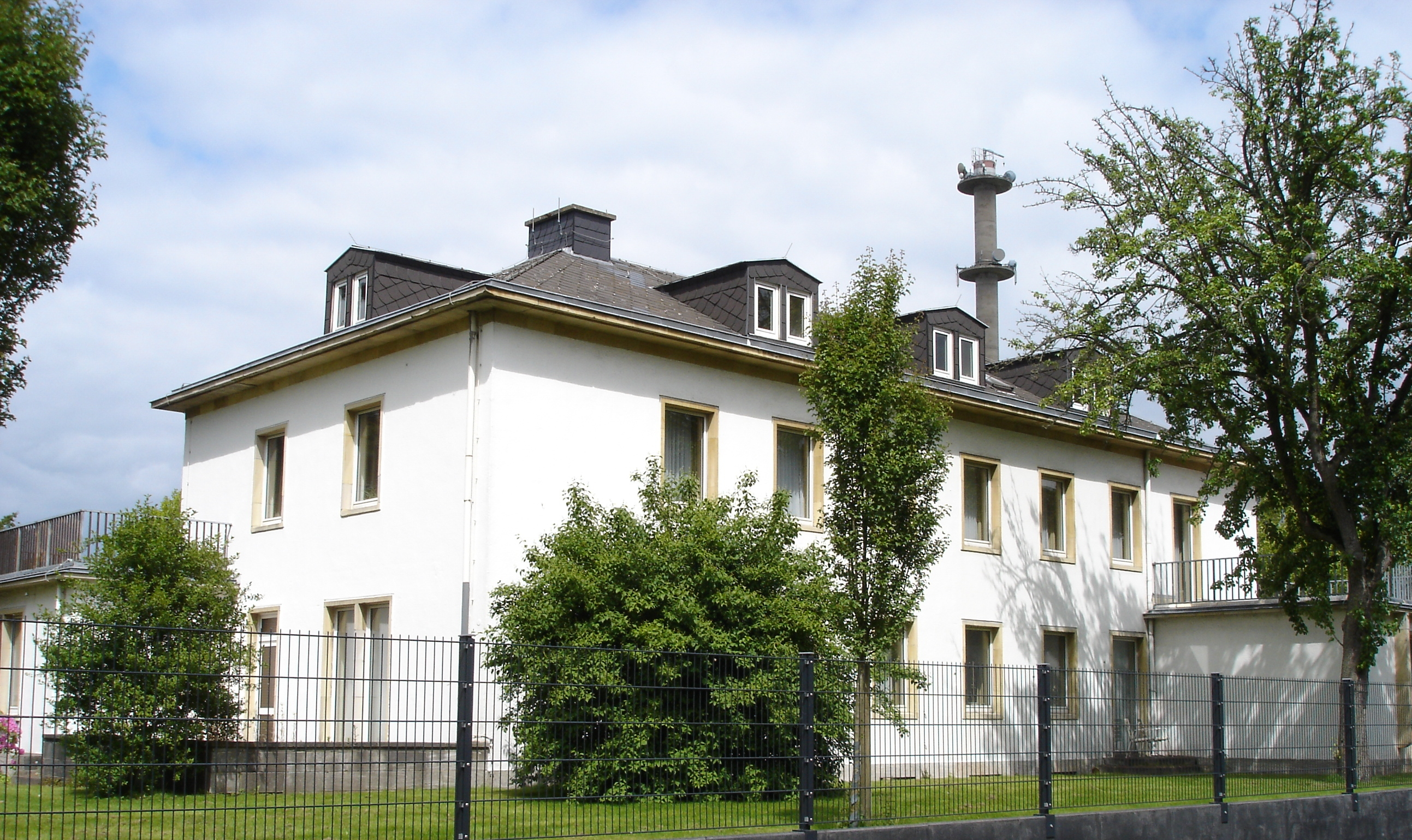
Dienstgebäude des Truppendienstgerichts Nord in Münster.

Das Truppendienstgericht Nord (TDG Nord) mit Sitz in Münster ist ein Bundesgericht (Deutschland) im Geschäftsbereich des Bundesministeriums der Verteidigung (BMVg). Das Truppendienstgericht ist als Wehrdienstgericht für die Disziplinarverfahren gegen Soldaten nach der Wehrdisziplinarordnung (WDO) und für Entscheidungen in Wehrbeschwerden nach der Wehrbeschwerdeordnung (WBO) zuständig.
Auf Grund des § 69 Abs. 1 und 2 Satz 2 WDO hat das BMVg die Errichtung zweier Truppendienstgerichte (Nord und Süd) mit insgesamt 14 Kammern verordnet. Im Zuge dieser Neuordnung sind die bisher zum Gericht gehörenden Kammern in Kassel, Koblenz und Oldenburg ab 1. Juli 2006 und die Kammern in Hannover ab 1. September 2012 entfallen.
Das Truppendienstgericht Nord ist zuständig für die Dienststellen mit Sitz in Berlin, Brandenburg, Bremen, Hamburg, Mecklenburg-Vorpommern, Niedersachsen, Sachsen-Anhalt, Schleswig-Holstein und Nordrhein-Westfalen mit Ausnahme des Regierungsbezirks Köln sowie die Schiffe und Boote im Geschäftsbereich des BMVg.
Die Kammern des Truppendienstgerichts Nord sind:
- die Kammern in Münster
- die 3. und 4. Kammer in Hamburg
- die 5. und 6. Kammer in Potsdam

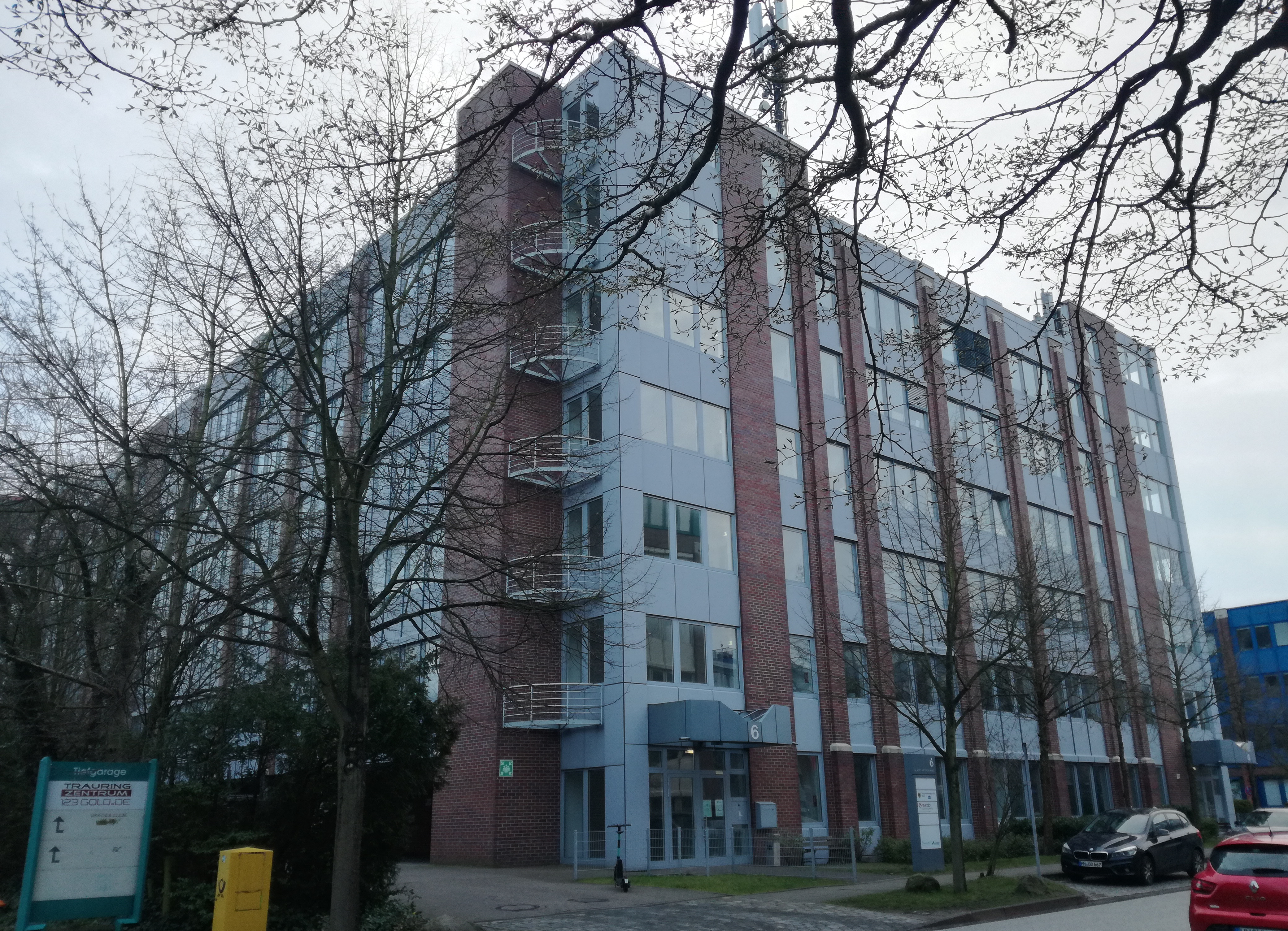
Kammern in Hamburg
Kammern in Potsdam

Berufungsgerichte gegen Entscheidungen der Truppendienstgerichte sind der 1. Wehrdienstsenat bzw. 2. Wehrdienstsenat des Bundesverwaltungsgerichts.
Zum Stichtag 31. Dezember 2020 gab es insgesamt 13 Berufsrichter an den beiden Truppendienstgerichten; davon erstmals eine Frau.
Präsident des Truppendienstgerichts Nord ist Eberhard Grüne.